# Somatidia halli
Somatidia halli är en skalbaggsart som beskrevs av Thomas Broun 1914. Somatidia halli ingår i släktet Somatidia och familjen långhorningar. Inga underarter finns listade i Catalogue of Life.